# Leslie Zemeckis
Leslie Zemeckis (ur. 5 lutego 1969 jako Leslie Elizabeth Harter) – amerykańska aktorka, producentka filmowa, scenarzystka oraz reżyserka filmów dokumentalnych.

## Biogram i kariera
Karierę w showbiznesie zaczynała od aktorstwa, występując w filmach erotycznych z gatunku softcore, pod panieńskim nazwiskiem Leslie Harter i pseudonimami Lesley Harter i Lesley Lindsay. Po 2000 roku zaczęła występować w filmach mainstreamowych, a po 2010 zaczęła tworzyć własne filmy dokumentalne, głównie o kobietach w amerykańskiej popkulturze z początków XX wieku. Jest również publicystką – pisze comiesięczną kolumnę będącą recenzjami książek w amerykańskim czasopiśmie Montecito Journal. Jest również współpracowniczką innych tytułów w amerykańskiej prasie: Huffington Post, Medium, Talkhouse, W Magazine i Stork Magazine.   
W 2001 wyszła za mąż za reżysera Roberta Zemeckisa, z którym ma dwoje dzieci.
W 2023 otrzymała odznaczenie Ellis Island Medal of Honor za dzielenie się i kultywowanie historii kobiet, które w przeszłości były marginalizowane i napiętnowane.

### Filmografia
- 2024: Here. Poza czasem jako Elizabeth Franklin
- 2019: Wszystko albo nic jako Pamela Finley-Logsdon
- 2018: Witajcie w Marwen jako Suzette
- 2009: Opowieść wigilijna jako żona Freda (dubbing)
- 2007: Beowulf jako Yrsa (dubbing)
- 2004: Ekspres polarny jako siostra Sarah / mama (dubbing)
- 1998: Confessions of a Call Girl jako Reese
- 1998: Restless Souls jako Heather
- 1998: The Sexperiment jako Audrey/Marcie
- 1996: Encounters jako Diane

### Seriale TV
- 1999: Karolina w mieście jako Kelly (odc. Caroline and the Horny Kid)
- 1996: Beverly Hills Bordello jako Melissa / Amanda (wystąpiła w 2 odcinkach)
- 1993: Beverly Hills, 90210 jako dziewczyna na imprezie (odc. Strangers in the Night)
- 1992: Jedwabne pończoszki jako Cynthia Ashmore (odc. The Shock Drawer)

### Filmy dokumentalne
- 2022: Grandes Horizontales (reżyserka, producentka i scenarzystka; film dokumentalny o życiu słynnych kurtyzan na przestrzeni wieków – zdobyła dwie nagrody London Independent Film Festival i Independent Shorts Festival – obie w kategorii najlepszy film dokumentalny[7])
- 2018: Mabel, Mabel Tiger Trainer (reżyserka i scenarzystka; film dokumentalny traktujący o biografii Mabel Stark – cyrkowej poskramiaczce dzikich zwierząt – otrzymała nagrodę IFS Award w kategorii najlepszy film dokumentalny)
- 2012: Bound by Flesh (reżyserka, producentka i scenarzystka; film dokumentalny przedstawiający historię bliźniaczek syjamskich Daisy i Violet Hilton – otrzymała nagrodę Hollywood Film Awards w kategorii najlepszy film dokumentalny[8])
- 2010: Behind the Burly Q: The Story of Burlesque in America (reżyserka i scenarzystka; film dokumentalny o historii burleski w Stanach Zjednoczonych)